# Università di Cartagine
L'Università di Cartagine (Francese: Université de Carthage, Arabo: جامعة قرطاج‎) è un'università situata a Tunisi, Tunisia, e fu fondata nel 1988.

## Organization
L'Università di Cartagine è formata da 21 istituti sotto un'unica amministrazione e 12 sotto un'amministrazione condivisa. La prima categoria è composta da:
- Facoltà di Scienze giuridiche, politiche e sociali, Tunisi
- Facoltà di Scienze, Biserta
- Facoltà di Scienze economiche e gestionali, Nabeul
- Scuola nazionale di architettura e urbanistica, Tunisi
- Scuola politecnica della Tunisia
- Scuola superiore di tecnologia e informatica
- Scuola superiore di statistica e analisi dell'informazione
- Istituto superiore di studi audiovisivi e cinematografici di Gammarth
- Istituto tecnico preparatorio di Biserta
- Istituto superiore di studi commerciali di Cartagine
- Istituto nazionale di scienze e tecnologie applicate
- Istituto superiore di scienze applicate e tecnologia, Mateur
- Istituto preparatorio di ingegneria di Nabeul
- Istituto preparatorio per gli studi scientifici e tecnici, La Marsa
- Istituto superiore di belle arti, Nabeul
- Istituto superiore dell'ambiente, dell'urbanistica e delle tecnologie costruttive
- Istituto superiore di lingue, Tunisi
- Istituto superiore di lingue applicate e di informatica di Nabeul
- Istituto superiore di scienze e tecnologie dell'ambiente di Borj Cedria
- Istituto superiore di economia e contabilità di Biserta
- Scuola nazionale d'ingegneria di Biserta

La seconda categoria contiene essenzialmente:
- Scuola superiore di comunicazione di Tunisi

## Gli studenti
Nell'anno accademico 2009-2010, il numero di studenti che seguono la formazione in scienze e tecniche è di 18018, pari a circa il 50% del totale degli studenti dell'università.
| Campi di formazione (2009-2010)                  | Numero di studenti |
| ------------------------------------------------ | ------------------ |
| Scienze e tecnologie                             | 18 018             |
| Diritto, Scienze giuridiche, politiche e sociali | 6 912              |
| Economia e Management                            | 8 831              |
| Arti e lingue                                    | 6 260              |
| Scienze agrarie                                  | 3 537              |
| Arte e arti applicate                            | 4 207              |
| Turismo                                          | 869                |
| Totale                                           | 48 634             |